# 木村興三
木村 興三（きむら こうぞう、1943年〈昭和18年〉11月15日 - 2024年〈令和6年〉10月24日）は日本の銀行家。筑波銀行会長、元頭取。

## 略歴
1943年（昭和18年）11月15日、茨城県山方町（現・常陸大宮市）出身。
1966年（昭和41年）に法政大学法学部を卒業し、関東銀行（現・筑波銀行）に入行する。新宿支店長、研究学園都市支店長、営業統括部長を歴任。
2000年（平成12年）に常務取締役に就任。
2003年（平成15年）の関東銀行とつくば銀行の合併により関東つくば銀行（現・筑波銀行）が誕生した後には専務取締役、取締役副頭取、代表取締役頭取に就任する。
2010年（平成22年）3月1日に茨城銀行を吸収合併した後に筑波銀行代表取締役頭取に就任し、2014年（平成24年）に会長に退いた。2014年、旭日小綬章受章。
2024年（令和6年）10月24日、茨城県笠間市の病院に於いて急性大動脈解離のため死去。80歳没。没日付を以て従五位に追叙された。

## 参考資料
- 株式会社筑波銀行　代表取締役の異動に関するお知らせ
- 企業家人物辞典　木村興三　関東つくば銀行